# Pilot (epizoda)
Pilot (epizoda), također poznata i kao probna epizoda ili premijera serije je prva epizoda neke TV-serije. Izrađuje se kao proba, da bi se vidjelo hoće li serija "uspjeti" i hoće li se kasnije moći još više realizirati. Ona je prvi korak izrade neke televizijske serije. Televizijske kuće koriste pilote da vide je li sadržaj zanimljiv i određuju hoće li se moći uspješno nastaviti snimati i koristiti. Nakon što pogledaju "uzorak" serije također određuju vrijedi li uložiti novac i vrijeme na takvo što.
Naziv dolazi iz engleskog jezika (pilot episode), s obzirom na to da se takva praksa prvi put razvila u SAD gdje su od samih početaka postojale privatne komercijalne televizijske mreže koje su konkurirale jedna drugima u borbi za gledatelje i oglašivače. U takvim uvjetima autori TV-programa odnosno nezavisne produkcijske kompanije TV-kućama nude projekte koji u dosta slučajeva zahtijevaju visoke troškove produkcije. Pilot-emisija se zato snima kako bi upravi velikih TV-kuća pomogla da donese odluku hoće li TV-serija snimati ili ne.
Pilot epizode se ponekad snimaju isključivo za članove uprave (i/ili predstavnike vodećih oglašivača). Troškovi snimanja takvih emisija su minimalni, a one obično traju daleko kraće od redovne emisije takve vrste. Klasičan primjer su pilot-epizode američkih dramskih serija koje traju 5-20 umjesto standardnih 42 minute. Takve pilot emisije se nazivaju kostur-pilotima ili ogoljenim pilotima (bare bones pilot). Njih šira publika u pravilu nikada ne vidi, osim ako nije riječ o izuzetno popularnoj seriji s najfanatičnijim poklonicima spremnima takav materijal uzeti iz kolekcionarskih pobuda.
Pilot emisije, s druge strane, mogu nekada biti javno emitirane u nastojanju da se testira eventualna buduća gledanost odnosno reakcije oglašivača. Takve pilot epizode su u pravilu ne samo skuplje, nego imaju i duže trajanje od uobičajenih epizoda. To je dijelom zbog razloga što se neke od tih serija moraju publiku upoznati s detaljima zapleta ili likovima na koje se poslije u redovnim epizodama neće morati obraćati tolika pažnja.

## Iznimke
Zanimljiva je iznimka kod serije CSI: Miami što je njihova pilot epizoda inače i unutar serije CSI: Las Vegas gdje glavni protagonisti serije CSI: Las Vegas putuju u Miami istražiti ubojstvo njihovog bivšeg šefa detektiva. Inače, iznimka je i to što u seriji CSI: Miami prva epizoda nije pilot nego se pilot emitira tek kasnije, pri kraju druge sezone serije.

## Primjeri pilot epizoda nekih TV-serija
U tablici imamo tri primjera.
- Kod prve serije Malcolm u sredini ime pilot epizode je pilot i tako se i zove. To je prva epizoda prve sezone.
- Kod druge serije CSI: Miami pilot epizoda ima svoje ime i pojavljuje se tek kasnije u seriji.
- Kod treće serije Simpsoni postoji više pilot epizoda (vrlo kratkih, od 3 do 5 minuta) gdje one nisu uračunate kao epizode te serije.

| Naziv serije      | Ime pilot epizode                | Broj sezone i epizode      |
| ----------------- | -------------------------------- | -------------------------- |
| Malcolm u sredini | Pilot                            | sezona 1 epizoda 1         |
| CSI: Miami        | Cross Jurisdictions              | sezona 2 epizoda 22        |
| Simpsoni          | Shorts in The Tracey Ullman Show | (nije uračunata u epizode) |